# 阿拉善马先蒿
阿拉善马先蒿（学名：Pedicularis alaschanica）是列当科马先蒿属的植物。分布于中国大陆的青海、甘肃、内蒙古、宁夏等地，生长于海拔2,300米至4,850米的地区，一般生于河谷多石砾与沙的向阳山坡及湖边平川地，目前尚未由人工引种栽培。

## 异名
- Pedicularis alaschanica Maxim. ssp. tibetica (Maxim.) Tsoong